# 富蘭克林格羅夫鎮區 (伊利諾伊州李縣)
富蘭克林格羅夫鎮區（英語：Franklin Grove Township）是位於美國伊利諾伊州李縣的一個行政鎮區。

## 地方資料
根據2010年美國人口普查的數據，富蘭克林格羅夫鎮區的面積為69.56平方千米，當中陸地面積為69.53平方千米，而水域面積為0.03平方千米。當地共有人口1332人，而人口密度為每平方千米19.15人。